# Andrei Korabeinikow
Andrei Wiktorowitsch Korabeinikow (russisch Андрей Викторович Корабейников; * 1. April 1987 in Ust-Kamenogorsk, Kasachische SSR) ist ein kasachischer Eishockeyspieler, der seit 2010 bei Torpedo Ust-Kamenogorsk in der Wysschaja Hockey-Liga unter Vertrag steht.  

## Karriere
Andrei Korabeinikow begann seine Karriere als Eishockeyspieler in seiner Heimatstadt in der Nachwuchsabteilung von Torpedo Ust-Kamenogorsk. Von dort wechselte er zu Barys Astana, für dessen Profimannschaft er in der Saison 2003/04 sein Debüt in der kasachischen Eishockeymeisterschaft gab. Von 2005 bis 2007 spielte der Verteidiger für Kaszink-Torpedo Ust-Kamenogorsk in der Wysschaja Liga, der zweiten russischen Spielklasse, sowie parallel gelegentlich für dessen zweite Mannschaft in der kasachischen Meisterschaft. Zur Saison 2007/08 schloss er sich erneut Barys Astana an, für das er in der Wysschaja Liga auf dem Eis stand. 
Von 2008 bis 2010 spielte Korabeinikow je ein Jahr lang für Ust-Kamenogorsk sowie den HK Jugra Chanty-Mansijsk in der Wysschaja Liga. Zur Saison 2010/11 wurde er ein weiteres Mal von seinem Stammverein Kaszink-Torpedo Ust-Kamenogorsk verpflichtet, für den er seither in der neu gegründeten Wysschaja Hockey-Liga aufläuft.  

### International
Für Kasachstan nahm Korabeinikow im Juniorenbereich an den U18-Junioren-Weltmeisterschaften der Division I 2004 und 2005 sowie den U20-Junioren-Weltmeisterschaften der Division I 2006 und 2007 teil. Im Seniorenbereich stand er erstmals bei der Weltmeisterschaft 2012 im Aufgebot seines Landes.

## Erfolge und Auszeichnungen
- 2007 Aufstieg in die Top-Division bei der U20-Junioren-Weltmeisterschaft der Division I
- 2013 Aufstieg in die Top-Division bei der Weltmeisterschaft der Division I, Gruppe A